# Christian Friedrich von Schimonski
Christian Friedrich von Schimonski (* 6. Februar 1745 in Pommern; † 4. September 1813 in Glatz) war ein königlich preußischer Generalmajor und zuletzt Kommandeur des 16. Schlesischen Landwehr-Infanterie-Regiments.

## Leben

### Militärlaufbahn
Er kam am 20. September 1761 als Gefreitenkorporal in das Infanterie-Regiment Nr. 49. Er nahm auch noch am Siebenjährigen Krieg teil und wurde am 26. Februar 1762 Fähnrich.
Am 14. September 1766 wurde er Seconde-Lieutenant und am 31. Oktober 1770 Premier-Lieutenant. Als solcher kämpfte er 1778/79 im Bayerischen Erbfolgekrieg im Gefecht bei Jung-Buchau. Am 3. Juni 1782 wurde er zum Stabshauptmann befördert und am 31. Dezember 1784 Hauptmann und Kompaniechef. Er stieg am 19. Juli 1790 zum Major auf und wurde am 19. November 1792 Bataillonskommandeur. Im Ersten Koalitionskrieg kämpfte er in der Schlacht bei Kaiserslautern, der Kanonade von Valmy, dem Gefecht bei Kostheim und den Belagerungen von Verdun und Mainz. Für Kostheim erhielt er am 8. Mai 1793 den Pour le Mérite.
Am 12. September 1797 kam er als Kommandeur in das Infanterie-Regiment Nr. 50. Dort wurde er am 20. Mai 1793 Oberstleutnant und am 20. Mai 1800 Oberst mit Patent zum 9. Juni 1800. Er kämpfte noch im Vierten Koalitionskrieg und wurde nach dem verloren Krieg ab dem 10. August 1807 auf Halbsold gesetzt. Auf Grund seines guten Verhaltens sollte er wieder eingesetzt werden, aber seine schlechte Gesundheit verhinderte es. Dennoch wurde er am 10. September 1809 zum Generalmajor befördert. Dazu erhielt er am 9. September 1810 zu seinem 50-jährigen Dienstjubiläum 100 Taler geschenkt und am 15. Juli 1812 nochmal eine Unterstützung von 100 Talern. Am 6. März 1813 wurde er zum Kommandeur des 16. Schlesischen Landwehr-Infanterie-Regiments ernannt, er starb aber bereits am 4. September 1813 in Glatz.
In der Beurteilung aus dem Jahr 1804 hieß es: „Talente und Edler Wandel machen ihn zu einem vollkommenen Offizier.“

### Familie
Er heiratete am 24. Oktober 1790 Therese Fuhrmann (* 8. August 1763 in Neiße; † 11. Oktober 1812 in Frankenstein in Schlesien). Das Paar hatte drei Kinder, die früh verstarben:
- Wilhelmine (* 1794; † 27. August 1799)
- Friedrich Wilhelm (* 15. Februar 1796; † 10. August 1799)
- Adelheid Charlotte Sophie Luise (* 12. August 1798; † 26. Juli 1799)

Der General Dietrich Leberecht von Schimonsky war sein Bruder.